# Schevenings

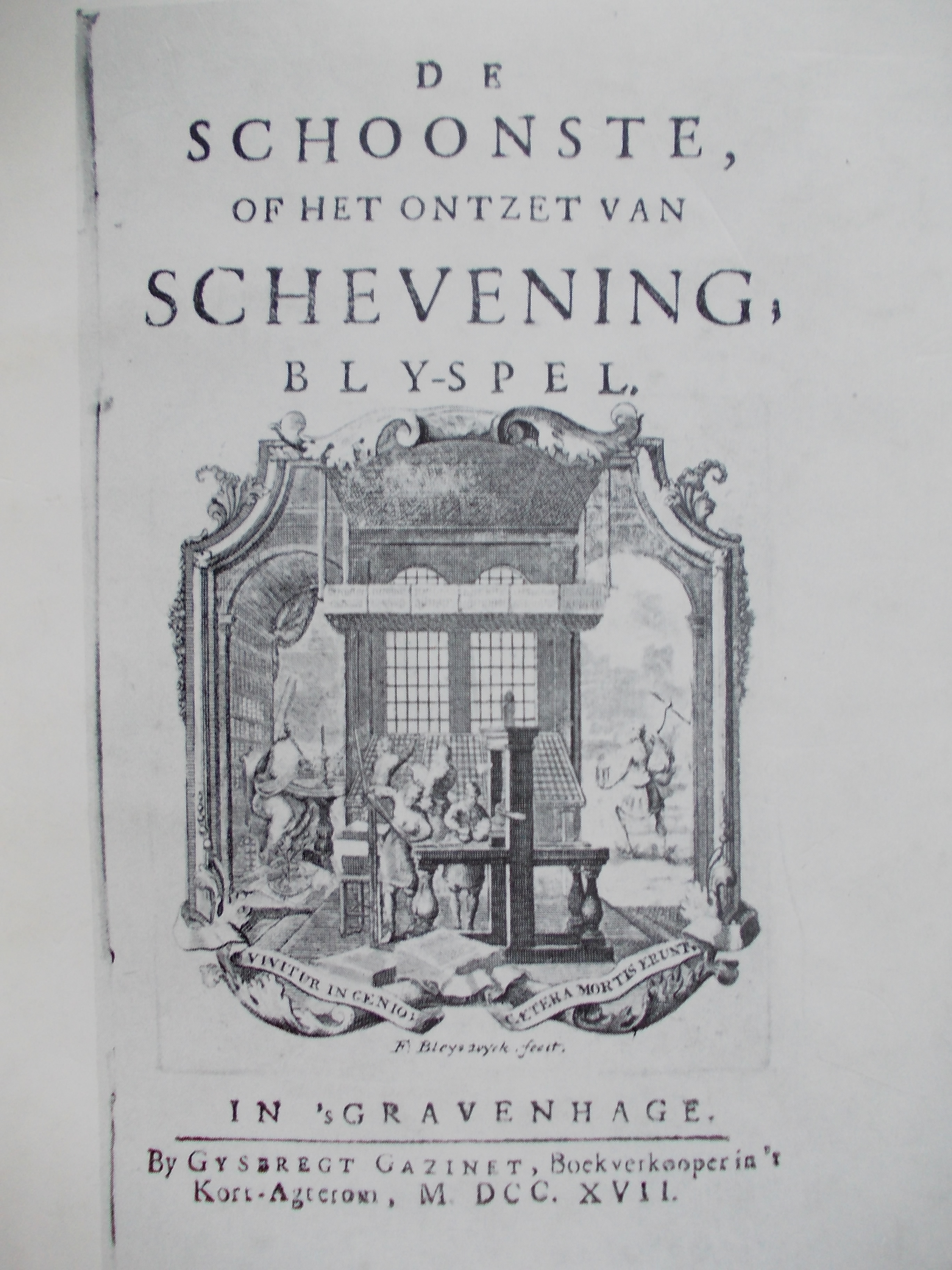
Eerste schriftelijke vastlegging van het Schevenings dialect uit 1717. De Schoonste (1963)

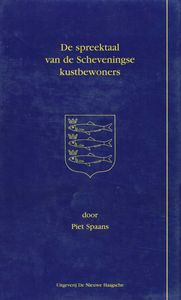
Laatste schriftelijke vastlegging van het Schevenings dialect (2004)

Het Schevenings is het dialect dat in afnemende mate wordt gesproken in Scheveningen, voormalig vissersdorp en thans stadsdeel van Den Haag. Het Schevenings is een Hollands dialect en een volkstaal. Onder de aanduiding Holland moet men uitgaan van het toenmalige leefgebied tussen het IJ en het Haringvliet.

## Kustdialect
Scheveningers zijn bewoners van Zuid-Holland en hun dialect is dan ook een (Zuid-) Hollands dialect. Aangezien de locatie hier bepalend is nadert men dit spraakgebruik het meest met de omschrijving 'Hollands kustdialect'. Het taalgebruik zoals dit, zij het afnemend, te Scheveningen nog is te beluisteren, werd in voorgaande eeuwen als spreektaal in een groter gebied gehanteerd. De Hoogleraar in de Nedersaksische Taal- en Letterkunde, Prof.dr. Klaas Hanzen Heeroma heeft dit in zijn Hollandse dialektstudies uitvoerig beschreven. Veel woorden die de Scheveningers zélf typeren als 'echt' Schevenings zijn evenzo in het Hollands van de 17de en 18de eeuw terug te vinden.

## Typisch Schevenings
In het boek De spreektaal van de Scheveningse kustbewoners heeft de Scheveningse publicist, amateurhistoricus en amateurdialectoloog Piet Spaans omtrent 4500 woorden vastgelegd die Schevenings zijn of die als typisch Schevenings kunnen worden aangemerkt. Dit lijkt wat tegenstrijdig wanneer men uitgaat van het standpunt dat een dialect een spreektaal en géén schrijftaal is. In de verantwoording in het voornoemde boek is uitvoerig uitgelegd waarom toch voor een schriftelijke weergave is gekozen. Begin 2010 voegde Piet Spaans tevens een onlineversie Schevenings dialect - bestaande uit ruim 1600 lemma's - toe aan het integraal te raadplegen elektronische "MIJN WOORDENBOEK".

## Spreektaal
De spreektaal is bezig zeer snel te verdwijnen en de enige manier om woorden uit die taal te bewaren en die tevens, waar nodig toe te lichten, is die van een schriftelijke vastlegging. Daarvoor zijn duidelijke afspraken benodigd, omdat geen grammaticale regels en onderbouwingen voorhanden zijn waarop een en ander kan worden gebaseerd. En terecht wordt in de verantwoording van De spreektaal van de Scheveningse kustbewoners opgemerkt dat het schrijven in dialect is gebaseerd op het maken van afspraken vooraf; zie hiervoor eveneens  Dialecten in Nederland van prof. dr. J. Entjes (RUG).
Alhoewel het gebruik van het plaatselijke dialect afneemt, is te Scheveningen een vorm van taalwil voorhanden. Een toneelgroep, 'Het Schevenings Toneel' geheten, voert jaarlijks in dialect een stuk op, vaak door de eigen mensen (Arie Spaans, Daan Verbaan) geschreven. En de aanwezige taalwil blijkt uit de overweldigende belangstelling voor zo'n voorstelling.

## Geen Haagse verwantschap
Piet Spaans noemt de stelling, dat het dialect van Scheveningen verwant is aan dat van het huidige Den Haag te enenmale onjuist. Terwijl het eerstgenoemde dialect bewijsbaar eeuwenoud is, kan men dit voor het Haags niet aantonen. Ook cultureel gezien bestaan tussen Scheveningen en Den Haag geen raakvlakken die een dergelijke veronderstelling zouden onderbouwen. En bovendien wijzen noch uitspraak, noch zinsbouw in deze richting.
Prof.dr. K.H. Heeroma schreef in 1963 als toelichting op het blijspel De schoonste: of, Het ontzet van Schevening het volgende: "Het Schevenings van 1717 is in wezen geen ander dialect dan het plat-Haags (en het plat-Delfts) van een eeuw eerder, zoals we dat kennen uit het dialectisch gekleurde werk van Huygens, Westerbaen, Van der Venne en Van Santen. In de stad Den Haag is dit dialect in de loop van de zeventiende eeuw echter in sterke mate teruggedrongen, terwijl het zich in de gesloten vissersgemeenschap van het zeedorp Scheveningen tot op de huidige dag heeft kunnen handhaven".

## Visserij als bindmiddel
Tussen het Schevenings en het Katwijks - en zij het in mindere mate met het Noordwijks - bestaan aantoonbare parallellen. Johan Winkler sprak daarom terecht wel van strand-hollands. De meeste overeenkomsten tussen de verschillende Hollandse kustdialecten treft men daar, waar het direct of indirect gaat over de vroegere gezamenlijke economische activiteiten van de genoemde kustdorpen, te weten de zeevisserij. Afwijkingen in de zinsbouw, kenmerkend voor het Schevenings, vindt men eveneens terug in het Katwijks. Vergelijkingen tussen de twee genoemde kustdorpen zijn zeer wel te maken daar over het Katwijks (ook wetenschappelijk) uitvoerig is gepubliceerd.

## Opmerkelijke klankomslag
Tussen 150 en 100 jaar geleden vond met het Scheveningse dialect iets plaats, dat zowel ingrijpend als raadselachtig was. Dialectschrijvers uit de 18e en 19e eeuw als Buisero, Gébel, De Jager (in Winklers Dialecticon), Blum en Teeuwisse, gaven in hun teksten de belangrijke - veelvuldig gehoorde - open Scheveningse klank 'a' maar ook 'aa' weer als 'ae', dus 'waeter' voor 'water' en 'kaert' voor 'kaart'. Deze klank zou daarbij naar hun opvatting overeenkomen met de Franse klank 'aî' van 'maître'. Dit laatstgenoemde was - en is overigens nog steeds - gelijkluidend met de huidige Katwijkse klank 'ae'. In het Schevenings heeft die toenmalige klank intussen plaatsgemaakt voor een klank die overeenkomt met 'ee' van 'beer' en die van 'heer'. Om verwarringen met de oude 'ae' te voorkomen geeft men in het schriftelijke Schevenings van nu die klank thans weer door gebruik te maken van de lettercombinatie 'æ', dus 'wæter' voor 'water', 'læter' voor 'later', 'stæn' voor 'staan' en 'gæn' voor 'gaan'. De ingevoerde klank moet daarbij worden losgekoppeld van de klank van de Scandinavische 'æ'.

### Niet definieerbaar
Die zeer bijzondere omslag moet hebben plaatsgevonden tussen de tweede helft van de 19e eeuw en de eerste helft van de 20e eeuw. Een bandopname van een vraaggesprek in 1980 met een in 1889 geboren - dus zeer oude - Scheveninger leverde het bewijs. Het ging over bomschuiten die in die jaren werden gebouwd op - aan de rand van het vissersdorp gelegen - werfjes. De gereedgekomen schuiten moesten voor hun verdere afbouw over een hoger gelegen duin naar het strand worden getransporteerd. Spannen paarden trokken de op rollen geplaatste schuiten over het duin, wat een zware bezigheid was.
Volgens de verteller riepen in zijn jeugd de voerlieden - om de spannen aan te vuren - voortdurend: 'Haele', 'haele', 'haele' 'ho'... In zijn jonge jaren was de Katwijkse klank dus ook in Scheveningen nog gangbaar. Sommige Scheveningers uit de wat 'hogere' kringen, bijvoorbeeld uit die van schippers en kuipersbazen, bleken eveneens de oude klank nog te gebruiken en dit tot in de tweede helft van de 20e eeuw. Waardoor de omslag is ontstaan is raadselachtig, want niet aantoonbaar. De ontsluiting van Scheveningen richting Den Haag, die sterker en heftiger ontwikkelde vanaf de tweede helft van de 19e eeuw zou - alhoewel niet bewijsbaar - een (mede)oorzaak kunnen zijn.